# Список астероїдів, назви яких пов'язані з Україною

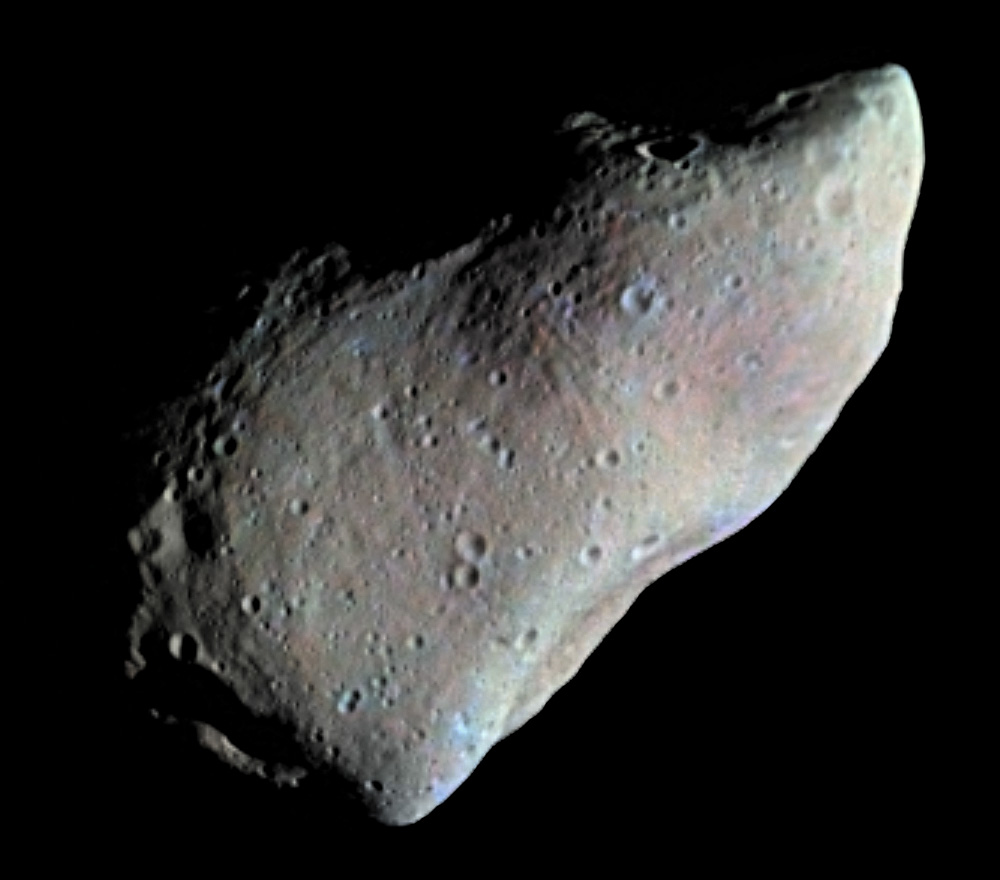
Астероїд 951 Гаспра, названий на честь селища Гаспра в Криму — перший астероїд, досліджений космічним апаратом

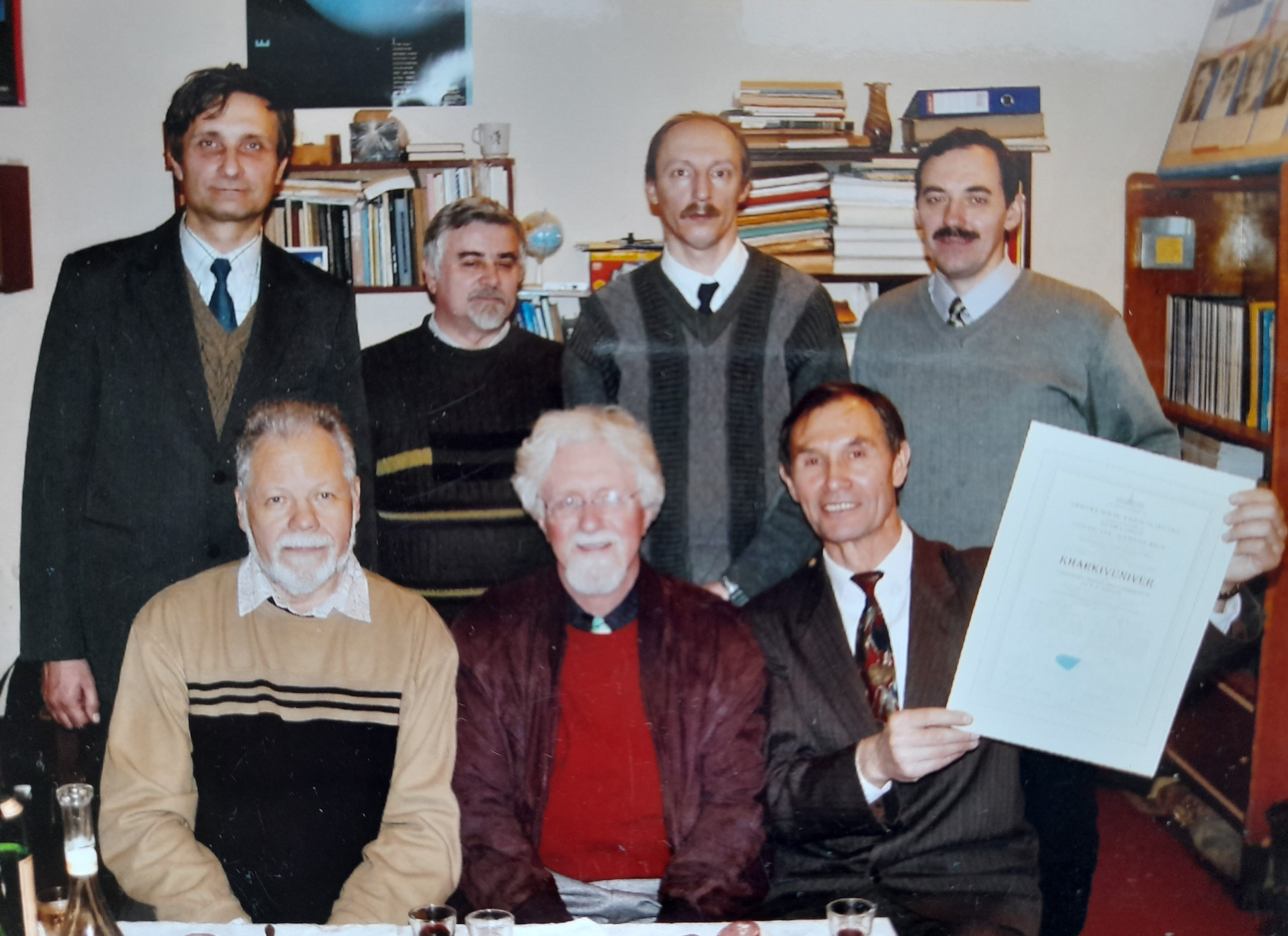
Астрономи відділу астероїдів НДІ астрономії Харківського університету зі свідоцтвом про найменування астероїда 10685 Харківунівер. У центрі сидить Е. Бовелл, відкривач астероїда

Список астероїдів, назви яких пов'язані з Україною, включає астероїди, названі на честь теперішніх або колишніх українських населених пунктів, українських навчальних закладів, наукових та інших установ, українських міфічних персонажів, а також на честь осіб, які народились, тривалий час працювали або в інший спосіб міцно пов'язані з Україною, незалежно від їхньої національної самоідентифікації або від сучасної оцінки їхньої діяльності в Україні. Внесення астероїдів до списку визначається за авторитетними джерелами, присвяченими назвам астероїдів, особливо за представленими в таких джерелах списками астероїдів, назви яких пов'язані з Україною.
Нововідкриті астероїди спочатку отримують тимчасові позначення; потім, коли їхня орбіта достатньо добре визначена, вони отримують постійний номер; а згодом можуть отримати назву. Назви астероїдів пропонують їхні відкривачі, а затверджує Міжнародний астрономічний союз. Станом на 2019 рік, з-поміж 800 тис. відомих астероїдів 22 тис. мали власні назви, в тому числі близько 450 (2 %) — назви, пов'язані з Україною.
Низка астероїдів (з перших кількох тисяч за нумерацією) можуть мати незвичні назви — до імені, прізвища або назви місцевості чоловічого роду додано закінчення латинське жіночого роду, наприклад Сімеїза, Неуйміна, Кацівелія тощо. Це пов'язано з тим, що першим астероїдам було прийнято давати жіночі імена. З часом ця традиція зникла і новіші подібні назви мають чоловічий рід.
З-поміж українських обсерваторій відкрили особливо багато астероїдів і дали багатьом з них пов'язані з Україною назви Сімеїзька обсерваторія (перша половина XX ст.), Кримська астрофізична обсерваторія (друга половина XX ст.) і любительська Андрушівська астрономічна обсерваторія (початок XXI ст.). Багато назв астероїдам дано на честь українських астрономів (особливо тих, які самі досліджують астероїди), інших українських науковців, лікарів, митців, друзів і родичів першовідкривачів, населених пунктів, пов'язаних з біографією першовідкривачів, і наукових установ, з якими вони співпрацювали.

## Опис списку
До списку включені астероїди, які задовільняють принаймні одній з умов:
- включені в додаток 4 «Імена України в космосі» в книзі «Історія астрономії» І. А. Климишина (2000)[2];
- включені в таблицю 4 «Малі планети (астероїди), назви яких пов'язані з Україною» в книзі «Імена України в космосі» під редакцією І. Б. Вавилової і В. П. Плачинди (2003)[3];
- названі на честь українських топонімів, організацій або осіб і їхні цитати на найменування містять безпосередню згадку про Україну, її регіон або установу. Цитати на найменування наведені, наприклад, у книзі «Dictionary of minor planet names»[4], на сайті Центру малих планет і Лабораторії реактивного руху.

Для кожного астероїда подано посилання на відповідні джерела: на перші два, коли вони наявні, — у стовпчику «Походження назви», на сайт Центру малих планет — в окремому стовпчику «MPC» (від англ. Minor Planet Center) в усіх випадках, навіть коли астероїд внесений до списку не на основі цього джерела.

## Список
| Назва                    | Походження назви | Рік відкриття | Відкривач                                           | Місце відкриття      | MPC |
| ------------------------ | --- | ------------- | --------------------------------------------------- | -------------------- | --- |
| 390 Альма                | Ріка Альма в Криму, на якій у 1854 році відбулась битва на Альмі | 1894          | Г. Бігурдан                                         | Париж                | MPC |
| 748 Сімеїза              | Перший астероїд, відкритий в Сімеїзі кримським спостерігачем. Названий на честь селища Сімеїз та Сімеїзької обсерваторії                                                                                         | 1913          | Г. М. Неуймін                                       | Сімеїз               | MPC |
| 749 Мальцовія            | М. С. Мальцов (1848—1929), аматор астрономії, засновник Сімеїзької обсерваторії | 1913          | С. І. Бєлявський                                    | Сімеїз               | MPC |
| 779 Ніна                 | Н. М. Неуйміна, математикиня, сестра відкривача | 1914          | Г. М. Неуймін                                       | Сімеїз               | MPC |
| 814 Таврида              | Давня назва Криму | 1916          | Г. М. Неуймін                                       | Сімеїз               | MPC |
| 847 Агнія                | А. І. Бадьїна (1877—1956), сімеїзька лікарка | 1915          | Г. М. Неуймін                                       | Сімеїз               | MPC |
| 917 Ліка                 | Ліка, подруга сестри відкривача | 1915          | Г. М. Неуймін                                       | Сімеїз               | MPC |
| 951 Гаспра               | Селище Гаспра в Криму | 1916          | Г. М. Неуймін                                       | Сімеїз               | MPC |
| 1022 Олімпіада           | О. Альбицька, мати відкривача | 1924          | В. О. Альбицький                                    | Сімеїз               | MPC |
| 1028 Лідіна              | Л. І. Альбицька, дружина відкривача | 1923          | В. О. Альбицький                                    | Сімеїз               | MPC |
| 1030 Вітя                | В. Заславський (1925—1944), племінник брата дружини відкривача, загинув на війні | 1924          | В. О. Альбицький                                    | Сімеїз               | MPC |
| 1048 Феодосія            | Місто Феодосія | 1924          | К. Рейнмут                                          | Гайдельберг          | MPC |
| 1057 Ванда               | Ванда Василевська (1905—1964), польська письменниця, українська радянська діячка, від 1939 працювала в Україні                                                                                                   | 1925          | Г. А. Шайн                                          | Сімеїз               | MPC |
| 1074 Бєлявскія           | С. І. Бєлявський (1883—1953), астроном, директор Сімеїзької обсерваторії | 1925          | С. І. Бєлявський                                    | Сімеїз               | MPC |
| 1075 Геліна              | Г. Неуймін (1910—1982), фізик-оптик, син відкривача | 1926          | Г. М. Неуймін                                       | Сімеїз               | MPC |
| 1110 Ярослава            | Я. Г. Неуймін, метролог, син відкривача | 1928          | Г. М. Неуймін                                       | Сімеїз               | MPC |
| 1113 Катя                | Катерина Йосько, обчислювачка Сімеїзької обсерваторії | 1928          | Г. М. Неуймін                                       | Сімеїз               | MPC |
| 1118 Ганскія             | О. П. Ганський (1870—1908), ініціатор створення Сімеїзької обсерваторії | 1927          | С. І. Бєлявський, М. Іванов                         | Сімеїз               | MPC |
| 1121 Наташа              | Н. Г. Тихомирова, гідрогеолог, донька відкривача | 1928          | Г. М. Неуймін                                       | Сімеїз               | MPC |
| 1129 Неуйміна            | Г. М. Неуймін (1886—1946), директор Сімеїзької обсерваторії, відкривач 74 астероїдів | 1929          | П. Г. Пархоменко                                    | Сімеїз               | MPC |
| 1140 Крим                | Півострів Крим | 1929          | Г. М. Неуймін                                       | Сімеїз               | MPC |
| 1189 Терентія            | Л. І. Терентьєва (1879—1933), обчислювачка Сімеїзької обсерваторії | 1930          | Г. М. Неуймін                                       | Сімеїз               | MPC |
| 1190 Пелагія             | П. Ф. Шайн (1894—1956), астрономка Сімеїзької обсерваторії, відкривачка 19 астероїдів | 1930          | Г. М. Неуймін                                       | Сімеїз               | MPC |
| 1271 Ізергіна            | В. П. Ізергін (1870—1936), лікар в Алупці, директор дитячого санаторію | 1931          | Г. М. Неуймін                                       | Сімеїз               | MPC |
| 1306 Скіфія              | Скіфія, історична назва Причорномор'я | 1930          | Г. М. Неуймін                                       | Сімеїз               | MPC |
| 1307 Кіммерія            | Кімерія, історичний регіон на півдні України | 1930          | Г. М. Неуймін                                       | Сімеїз               | MPC |
| 1330 Спірідонія          | С. І. Заславський (1883—1942), брат дружини відкривача, чорноморський моряк, загинув на війні | 1925          | В. О. Альбицький                                    | Сімеїз               | MPC |
| 1381 Данубія             | Ріка Дунай | 1930          | Є. Ф. Скворцов                                      | Сімеїз               | MPC |
| 1475 Ялта                | Місто Ялта | 1935          | П. Ф. Шайн                                          | Сімеїз               | MPC |
| 1648 Шайна               | Академік Г. А. Шайн (1892—1956), директор Сімеїзької обсерваторії, та його дружина П. Ф. Шайн (1894—1956), відкривачка астероїдів                                                                                | 1935          | П. Ф. Шайн                                          | Сімеїз               | MPC |
| 1653 Яхонтовія           | Н. С. Самойлова-Яхонтова (1896—1963), астрономка, випускниця Харківського університету | 1937          | Г. М. Неуймін                                       | Сімеїз               | MPC |
| 1709 Україна             | Україна (у присвяті — УРСР) | 1925          | Г. А. Шайн                                          | Сімеїз               | MPC |
| 1725 КрАО                | Кримська астрофізична обсерваторія (КрАО), спадкоємиця Сімеїзької обсерваторії, де відкрили астероїд | 1930          | Г. М. Неуймін                                       | Сімеїз               | MPC |
| 1737 Сєверний            | Академік А. Б. Сєверний (1913—1987), директор КрАО, дослідник Сонця | 1966          | Л. І. Черних                                        | КрАО                 | MPC |
| 1783 Альбицький          | В. О. Альбицький (1891—1952), директор Сімеїзької обсерваторії | 1935          | Г. М. Неуймін                                       | Сімеїз               | MPC |
| 1789 Добровольський      | Г. Т. Добровольський, радянський космонавт, уродженець Одеси | 1966          | Л. І. Черних                                        | КрАО                 | MPC |
| 1792 Рені                | Місто Рені | 1968          | Л. І. Черних                                        | КрАО                 | MPC |
| 1828 Каширіна            | В. С. Каширін, сімферопольський хірург | 1968          | Л. І. Черних                                        | КрАО                 | MPC |
| 1835 Гайдарія            | А. П. Гайдар (1904—1941), радянський письменник, загинув під Каневом під час Другої світової війни | 1970          | Т. М. Смирнова                                      | КрАО                 | MPC |
| 1854 Скворцов            | Є. Ф. Скворцов (1882—1952), астроном, професор Таврійського університету | 1968          | Т. М. Смирнова                                      | КрАО                 | MPC |
| 1855 Корольов            | Академік С. П. Корольов (1907—1966), радянський конструктор ракетно-космічних систем, уродженець Житомира | 1969          | Л. І. Черних                                        | КрАО                 | MPC |
| 1857 Пархоменко          | П. Г. Пархоменко (1886—1970), астрономка Харківської обсерваторії та Сімеїзької обсерваторії | 1971          | Т. М. Смирнова                                      | КрАО                 | MPC |
| 1874 Кацівелія           | Селище Кацівелі в Криму біля Сімеїза | 1924          | С. І. Бєлявський                                    | Сімеїз               | MPC |
| 1890 Коношенкова         | О. П. Коношенкова (1919—1975), шкільна вчителька в КрАО | 1968          | Л. І. Черних                                        | КрАО                 | MPC |
| 1900 Катюша              | К. І. Зеленко (1916—1941), військова льотчиця, Герой Радянського Союзу, здійснила повітряний таран над Сумщиною                                                                                                  | 1971          | Т. М. Смирнова                                      | КрАО                 | MPC |
| 1902 Шапошников          | В. Г. Шапошников (1905—1942), астроном Сімеїзької обсерваторії | 1972          | Т. М. Смирнова                                      | КрАО                 | MPC |
| 1903 Аджимушкай          | Радянський підземний гарнізон, який воював в Аджимушкайських каменоломнях (поблизу Керчі) під час Другої світової війни                                                                                          | 1972          | Т. М. Смирнова                                      | КрАО                 | MPC |
| 1907 Руднєва             | Є. М. Руднєва (1920—1944), військова льотчиця, Герой Радянського Союзу, уродженка Бердянська | 1972          | Т. М. Смирнова                                      | КрАО                 | MPC |
| 1956 Артек               | Дитячий табір «Артек» | 1969          | Л. І. Черних                                        | КрАО                 | MPC |
| 1975 Пікельнер           | С. Б. Пікельнер (1921—1975), астрофізик, у 1946—1959 працював у КрАО | 1969          | Л. І. Черних                                        | КрАО                 | MPC |
| 1984 Фединський          | Академік В. В. Фединський(1908—1978), астроном і геофізик, уродженець Полтавщини | 1926          | С. І. Бєлявський                                    | Сімеїз               | MPC |
| 1987 Каплан              | С. А. Каплан (1921—1978), астрофізик, у 1948—1961 працював у Львівському університеті | 1952          | П. Ф. Шайн                                          | Сімеїз               | MPC |
| 2006 Полонська           | О. І. Казимирчак-Полонська (1902—1992), астрономка, уродженка с. Селець Рівненської області, випускниця Львівського університету                                                                                 | 1973          | М. С. Черних                                        | КрАО                 | MPC |
| 2011 Ветеранія           | Ветерани «Великої Вітчизняної війни» (1941—1945); названа на прохання сумчанина, відставного полковника І. Г. Колесникова                                                                                        | 1970          | Т. М. Смирнова                                      | КрАО                 | MPC |
| 2092 Суміана             | Місто Суми | 1969          | Л. І. Черних                                        | КрАО                 | MPC |
| 2093 Генічеськ           | Місто Генічеськ, батьківщина відкривачки | 1971          | Т. М. Смирнова                                      | КрАО                 | MPC |
| 2098 Зискін              | Л. Ю. Зискін, професор Кримського медичного інституту | 1972          | Л. В. Журавльова                                    | КрАО                 | MPC |
| 2108 Отто Шмідт          | Академік О. Ю. Шмідт (1891—1956), радянський астроном, математик і полярник, випускник Київського університету                                                                                                   | 1948          | П. Ф. Шайн                                          | Сімеїз               | MPC |
| 2121 Севастополь         | На честь 200-річчя Севастополя | 1971          | Т. М. Смирнова                                      | КрАО                 | MPC |
| 2126 Герасимович         | Б. П. Герасимович (1897—1937), астроном, уродженець Кременчука, випускник Харківського університету, співробітник Харківської обсерваторії                                                                       | 1970          | Т. М. Смирнова                                      | КрАО                 | MPC |
| 2130 Євдокія             | Є. Щолокова, мати відкривачки | 1974          | Л. В. Журавльова                                    | КрАО                 | MPC |
| 2139 Махарадзе           | На честь дружби грузинського і українського народів; Махарадзе — радянська назва міста Озургеті, міста-побратима Генічеська, рідного міста відкривачки                                                           | 1970          | Т. М. Смирнова                                      | КрАО                 | MPC |
| 2141 Сімферополь         | На честь 200-річчя Сімферополя | 1970          | Т. М. Смирнова                                      | КрАО                 | MPC |
| 2142 Ландау              | Академік Л. Д. Ландау (1908—1968), фізик, очільник теорвідділу Українського фізико-технічного інституту, професор Харківського університету                                                                      | 1972          | Л. І. Черних                                        | КрАО                 | MPC |
| 2164 Ляля                | О. К. (Ляля) Убийвовк (1918—1942), студентка астрономічного відділу Харківського університету, партизанка, загинула в Полтаві                                                                                    | 1972          | М. С. Черних                                        | КрАО                 | MPC |
| 2171 Київ                | На честь 1500-річчя Києва | 1973          | Т. М. Смирнова                                      | КрАО                 | MPC |
| 2216 Керч                | Місто Керч | 1971          | Т. М. Смирнова                                      | КрАО                 | MPC |
| 2217 Ельтиген            | На честь Ельтигенського десанту, який воював біля Керчі у 1943 | 1971          | Т. М. Смирнова                                      | КрАО                 | MPC |
| 2227 Отто Струве         | О. Л. Струве (1897—1963), астроном, уродженець Харкова, випускник Харківського університету | 1977          | М. С. Черних                                        | КрАО                 | MPC |
| 2233 Кузнецов            | М. І. Кузнецов (1911—1944), розвідник, Герой Радянського Союзу | 1972          | Л. В. Журавльова                                    | КрАО                 | MPC |
| 2237 Мельников           | О. Мельников (1912—1982), астрофізик, випускник Харківського університету | 1977          | М. С. Черних                                        | КрАО                 | MPC |
| 2238 Стешенко            | Академік М. В. Стешенко (1927—2018), дослідник Сонця, директор КрАО | 1972          | М. С. Черних                                        | КрАО                 | MPC |
| 2245 Гекатостос          | Сота мала планета, відкрита в КрАО | 1968          | Л. І. Черних                                        | КрАО                 | MPC |
| 2259 Софіївка            | Національний дендрологічний парк «Софіївка» в Умані | 1971          | Б. О. Бурнашева                                     | КрАО                 | MPC |
| 2266 Чайковський         | П. І. Чайковський (1840—1893), російський композитор українського походження, 30 років жив на території України                                                                                                  | 1974          | Л. І. Черних                                        | КрАО                 | MPC |
| 2273 Ярило               | Східнослов'янський бог сонця | 1975          | Л. І. Черних                                        | КрАО                 | MPC |
| 2286 Фесенков            | Академік В. Г. Фесенков (1889—1972), випускник Харківського університету | 1977          | М. С. Черних                                        | КрАО                 | MPC |
| 2302 Флоря               | М. В. Флоря (1912—1941), астроном, дослідник змінних зір, уродженець Одеси | 1972          | М. С. Черних                                        | КрАО                 | MPC |
| 2310 Ольшанія            | К. Ф. Ольшанський (1915—1944), командир радянського десанту моряків, що загинули при штурмі Миколаєва | 1974          | Л. В. Журавльова                                    | КрАО                 | MPC |
| 2325 Черних              | М. С. Черних і Л. І. Черних, подружжя кримських астрономів, які відкрили 533 і 268 малих планет відповідно | 1979          | А. Мркос                                            | Клеть                | MPC |
| 2327 Гершберг            | Р. Є. Гершберг (нар. 1937), кримський астрофізик | 1976          | Б. О. Бурнашева                                     | КрАО                 | MPC |
| 2352 Курчатов            | Академік І. В. Курчатов (1902—1960), керівник радянського атомного проєкту, випускник Таврійського університету                                                                                                  | 1969          | Л. І. Черних                                        | КрАО                 | MPC |
| 2361 Гоголь              | М. В. Гоголь (1809—1852), російський письменник українського походження, уродженець Полтавщини | 1974          | М. С. Черних                                        | КрАО                 | MPC |
| 2385 Мустель             | Е. Р. Мустель (1911—1988), астроном, уродженець Севастополя, співробітник КрАО | 1969          | М. С. Черних                                        | КрАО                 | MPC |
| 2386 Ніконов             | В. Б. Ніконов (1908—1987), кримський астрофізик | 1974          | Л. І. Черних                                        | КрАО                 | MPC |
| 2388 Газе                | В. Ф. Газе (1899—1954), астрономка, співробітниця КрАО | 1977          | М. С. Черних                                        | КрАО                 | MPC |
| 2389 Дібай               | Е. А. Дібай (1931—1983), астроном, завідувач Кримською станцією ДАІШ | 1977          | М. С. Черних                                        | КрАО                 | MPC |
| 2408 Астапович           | І. С. Астапович (1908—1976), київський астроном, дослідник метеорів | 1978          | М. С. Черних                                        | КрАО                 | MPC |
| 2427 Кобзар              | Поет Т. Г. Шевченко (1814—1961) | 1976          | М. С. Черних                                        | КрАО                 | MPC |
| 2428 Каменяр             | Письменник І. Я. Франко (1856—1916) | 1977          | М. С. Черних                                        | КрАО                 | MPC |
| 2431 Сковорода           | Г. С. Сковорода (1722—1794), філософ, поет, педагог | 1978          | М. С. Черних                                        | КрАО                 | MPC |
| 2468 Рєпін               | І. Ю. Рєпін (1844—1930), художник українського походження, який зображував Україну у своїх творах, уродженець Чугуєва                                                                                            | 1969          | Л. І. Черних                                        | КрАО                 | MPC |
| 2477 Бірюков             | М. З. Бірюков (1912—1966), радянський письменник, мешкав у Ялті | 1977          | М. С. Черних                                        | КрАО                 | MPC |
| 2489 Суворов             | О. В. Суворов (1729—1800), російський полководець, який воював в Україні | 1975          | Л. І. Черних                                        | КрАО                 | MPC |
| 2492 Кутузов             | М. І. Кутузов (1745—1813), російський полководець, який воював в Україні | 1977          | М. С. Черних                                        | КрАО                 | MPC |
| 2497 Куликовський        | П. Г. Куликовський (1910—2003), радянський астроном, уродженець Києва | 1977          | М. С. Черних                                        | КрАО                 | MPC |
| 2498 Цесевич             | Член-кореспондент АН УРСР В. П. Цесевич (1907—1983), директор Одеської обсерваторії й ГАО, дослідник змінних зір                                                                                                 | 1977          | М. С. Черних                                        | КрАО                 | MPC |
| 2506 Пирогов             | М. І. Пирогов (1810—1881), хірург, воював у Севастополі, жив на Вінничині | 1976          | М. С. Черних                                        | КрАО                 | MPC |
| 2508 Алупка              | Місто Алупка | 1977          | М. С. Черних                                        | КрАО                 | MPC |
| 2563 Боярчук             | О. Боярчук (1931—2015), астроном, співробітник КрАО | 1977          | М. С. Черних                                        | КрАО                 | MPC |
| 2568 Максутов            | Д. Максутов (1896—1964), спеціаліст з астрономічної оптики, уродженець Одеси | 1980          | З. Ваврова                                          | Клеть                | MPC |
| 2580 Смілевська          | На честь радянської розвідувально-диверсійної групи «Журналіст», яка діяла в 1943 році на Херсонщині під управлінням М. В. Смілевського (1913—1944)                                                              | 1977          | М. С. Черних                                        | КрАО                 | MPC |
| 2606 Одеса               | Місто Одеса | 1976          | М. С. Черних                                        | КрАО                 | MPC |
| 2609 Кирило-Мефодій      | Слов'янські просвітителі Кирило і Мефодій, творці першої руської азбуки | 1978          | М. С. Черних, Л. І. Черних                          | КрАО                 | MPC |
| 2616 Леся                | Поетеса Леся Українка (1871—1913) | 1970          | М. С. Черних                                        | КрАО                 | MPC |
| 2627 Чурюмов             | К. І. Чурюмов (нар. 1937), київський дослідник і відкривач комет | 1978          | М. С. Черних                                        | КрАО                 | MPC |
| 2681 Островський         | М. О. Островський (1904—1936), радянський письменник і комсомольський діяч, який жив і працював в Україні | 1975          | Т. М. Смирнова                                      | КрАО                 | MPC |
| 2701 Херсон              | Місто Херсон | 1978          | М. С. Черних                                        | КрАО                 | MPC |
| 2711 Александров         | Академік А. П. Александров (1903—1994), радянський фізик, уродженець Таращі Київської області | 1978          | М. С. Черних                                        | КрАО                 | MPC |
| 2721 Всехсвятський       | С. К. Всехсвятський (1905—1984), київський астрофізик, спеціаліст з кометної астрономії | 1973          | М. С. Черних                                        | КрАО                 | MPC |
| 2722 Абалкін             | В. К. Абалкін (1930—2018), астроном, уродженець Одеси, випускник і працівник Одеського університету | 1976          | М. С. Черних                                        | КрАО                 | MPC |
| 2724 Орлов               | Академік О. Я. Орлов (1880—1954), перший директор ГАО НАНУ, та академік С. В. Орлов (1880—1958), російський астроном                                                                                             | 1978          | М. С. Черних                                        | КрАО                 | MPC |
| 2727 Патон               | Академік Є. О. Патон (1870—1953), засновник Інституту електрозварювання НАНУ, та академік Б. Є. Патон (1918—2020), президент НАНУ                                                                                | 1979          | М. С. Черних                                        | КрАО                 | MPC |
| 2728 Яцків               | Академік Я. С. Яцків (нар. 1940), директор ГАО НАНУ, президент УАА | 1979          | М. С. Черних                                        | КрАО                 | MPC |
| 2760 Кача                | Качинська школа льотчиків у Криму, яка підготувала багатьох льотчиків і космонавтів | 1980          | Л. В. Журавльова                                    | КрАО                 | MPC |
| 2769 Менделєєв           | Д. І. Менделєєв (1834—1907), російський хімік, працював і жив у Криму і в Одесі | 1976          | М. С. Черних                                        | КрАО                 | MPC |
| 2785 Сєдов               | Г. Я. Сєдов (1877—1914), радянський полярник, уродженець Донецької області | 1978          | М. С. Черних                                        | КрАО                 | MPC |
| 2786 Гріневія            | О. Грін (О. С. Гріневський) (1880—1932) російський письменник, значну частину життя прожив у Криму | 1978          | М. С. Черних                                        | КрАО                 | MPC |
| 2787 Товариш             | Вітрильник Херсонського мореплавного училища, переможець багатьох змагань | 1978          | М. С. Черних                                        | КрАО                 | MPC |
| 2809 Вернадський         | В. І. Вернадський (1863—1945), перший президент Української академії наук | 1978          | М. С. Черних                                        | КрАО                 | MPC |
| 2832 Лада                | Лада, слов'янська богиня кохання та шлюбу | 1975          | М. С. Черних                                        | КрАО                 | MPC |
| 2849 Шкловський          | Й. С. Шкловський (1916—1985), радянський астроном, уродженець Глухова | 1976          | М. С. Черних                                        | КрАО                 | MPC |
| 2883 Барабашов           | Академік М. П. Барабашов (1894—1971), український астроном, директор Харківської обсерваторії | 1978          | М. С. Черних                                        | КрАО                 | MPC |
| 2892 Филипенко           | О. П. Филипенко, хірург Бахчисарайської лікарні | 1983          | Л. Г. Карачкіна                                     | КрАО                 | MPC |
| 2894 Каховка             | Місто Каховка | 1978          | Л. І. Черних                                        | КрАО                 | MPC |
| 2915 Москвіна            | В. М. Москвіна, лікарка Бахчисарайської лікарні | 1977          | М. С. Черних                                        | КрАО                 | MPC |
| 2922 Диканька            | Селище Диканька на Полтавщині | 1976          | М. С. Черних                                        | КрАО                 | MPC |
| 2948 Амосов              | Академік М. Амосов (1913—2002), український хірург | 1969          | Л. І. Черних                                        | КрАО                 | MPC |
| 2951 Перепадін           | О. І. Перепадін (1945—1994), голова Бахчисарайського райвиконкому, Народний депутат України | 1977          | М. С. Черних                                        | КрАО                 | MPC |
| 2953 Вишеславія          | Л. Д. Вишеславський (1914—2002), поет та письменник, уродженець Миколаєва, випускник Київського університету | 1979          | М. С. Черних                                        | КрАО                 | MPC |
| 2966 Корсунія            | Місто Корсунь (Херсонес) у Криму, місце хрещення князя Володимира | 1977          | М. С. Черних                                        | КрАО                 | MPC |
| 2967 Владисвят           | Святий князь Володимир, хреститель Київської Русі | 1977          | М. С. Черних                                        | КрАО                 | MPC |
| 2968 Ілля                | Ілля Муромець, билинний герой, чернець Києво-Печерської Лаври | 1978          | М. С. Черних                                        | КрАО                 | MPC |
| 2969 Микула              | Микула Селянинович, билинний герой | 1978          | М. С. Черних                                        | КрАО                 | MPC |
| 2983 Полтава             | Місто Полтава | 1981          | М. С. Черних                                        | КрАО                 | MPC |
| 3006 Лівадія             | Селище Лівадія в Криму | 1979          | М. С. Черних                                        | КрАО                 | MPC |
| 3010 Ушаков              | Ф. Ушаков (1744—1817), російський адмірал, командував Чорноморським флотом у Севастополі | 1978          | Л. І. Черних                                        | КрАО                 | MPC |
| 3013 Доброволєва         | О. В. Добровольський (1914—1989), астроном, дослідник комет і метеорів, уродженець м. Запоріжжя, закінчив Київський університет                                                                                  | 1979          | М. С. Черних                                        | КрАО                 | MPC |
| 3039 Янгель              | Академік М. К. Янгель (1911—1971), генеральний конструктор КБ «Південне» у Дніпрі | 1978          | Л. В. Журавльова                                    | КрАО                 | MPC |
| 3071 Нестеров            | П. М. Нестеров (1887—1914), російський льотчик, член Київського товариства повітроплавання, вперше виконав над Києвом петлю Нестерова, загинув в повітряному бою на Львівщині                                    | 1973          | Т. М. Смирнова                                      | КрАО                 | MPC |
| 3084 Кондратюк           | Ю. В. Кондратюк (1897—1942), піонер космонавтики, уродженець Полтави | 1977          | М. С. Черних                                        | КрАО                 | MPC |
| 3100 Циммерман           | М. В. Циммерман (1890—1942), астроном, уродженець Одеси, випускник Новоросійського університету | 1977          | М. С. Черних                                        | КрАО                 | MPC |
| 3119 Добронравін         | П. Добронравін (1922—1999), астроном, співробітник КрАО | 1972          | Т. М. Смирнова                                      | КрАО                 | MPC |
| 3128 Обручев             | Академік В. П. Обручев (1963—1956), геолог і географ, працював у Таврійському університеті | 1979          | М. С. Черних                                        | КрАО                 | MPC |
| 3159 Прокоф'єв           | В. К. Прокоф'єв (1898—1993), фізик-оптик, працював у КрАО | 1976          | Т. М. Смирнова                                      | КрАО                 | MPC |
| 3190 Апошанський         | В. М. Апошанський (1910—1943), радянський поет, випускник Кримського педагогічного інституту | 1978          | Л. В. Журавльова                                    | КрАО                 | MPC |
| 3196 Маклай              | Микола Миклухо-Маклай (1846—1888), мандрівник, походить з українського козацького роду Миклух | 1978          | М. С. Черних                                        | КрАО                 | MPC |
| 3210 Лупішко             | Д. Ф. Лупішко (нар. 1942), астроном Харківської обсерваторії | 1983          | Е. Бовелл                                           | Андерсон-Меса        | MPC |
| 3215 Лапко               | К. Лапко, доцент Кримського медінституту, хірург, який вилікував відкривачку | 1980          | Л. Г. Карачкіна                                     | КрАО                 | MPC |
| 3242 Бахчисарай          | Місто Бахчисарай | 1979          | М. С. Черних                                        | КрАО                 | MPC |
| 3273 Друкар              | Іван Федоров, український першодрукар | 1975          | М. С. Черних                                        | КрАО                 | MPC |
| 3298 Масандра            | Селище Масандра біля Ялти | 1979          | М. С. Черних                                        | КрАО                 | MPC |
| 3321 Даша                | Даша Севастопольська, сестра милосердя на Кримській війні | 1975          | Л. І. Черних                                        | КрАО                 | MPC |
| 3347 Костянтин           | К. О. Калінін (1887—1938), авіаконструктор, випускник КПІ, працівник Київського авіазаводу, засновник Харківського авіазаводу                                                                                    | 1975          | Т. М. Смирнова                                      | КрАО                 | MPC |
| 3348 Покришкін           | О. І. Покришкін (1913—1985), радянський льотчик-винищувач, працював у Києві | 1978          | М. С. Черних                                        | КрАО                 | MPC |
| 3372 Братійчук           | М. В. Братійчук (1927—2001), астрономка, засновниця Лабораторії космічних досліджень при Ужгородському університеті                                                                                              | 1978          | М. С. Черних                                        | КрАО                 | MPC |
| 3373 Коктебелія          | Селище Коктебель у Криму | 1978          | М. С. Черних                                        | КрАО                 | MPC |
| 3384 Далія               | В. І. Даль (1801—1872), російський лексикограф і етнограф, уродженець Луганська | 1974          | Л. І. Черних                                        | КрАО                 | MPC |
| 3399 Кобзон              | Й. Д. Кобзон, естрадний співак, уродженець Донбасу | 1979          | М. С. Черних                                        | КрАО                 | MPC |
| 3429 Чуваєв              | К. Чуваєв (1917—1994), астрофізик, працівник КрАО | 1974          | Л. І. Черних                                        | КрАО                 | MPC |
| 3441 Почайна             | Почайна, річка у давньому Києві, одне з місць хрещення киян у 988 році | 1969          | Л. І. Черних                                        | КрАО                 | MPC |
| 3444 Степанян            | Подружжя А. А. Степанян і Н. М. Степанян, астрофізики КрАО | 1980          | М. С. Черних                                        | КрАО                 | MPC |
| 3448 Нарбут              | Г. І. Нарбут (1886—1920), художник, ректор Української академії мистецтв | 1977          | М. С. Черних                                        | КрАО                 | MPC |
| 3466 Рітіна              | М. Черних, донька відкривача | 1975          | М. С. Черних                                        | КрАО                 | MPC |
| 3469 Булгаков            | М. О. Булгаков (1891—1940), російський письменник, уродженець Києва | 1982          | Л. Г. Карачкіна                                     | КрАО                 | MPC |
| 3470 Яроніка             | Я. М. Черних, фахівець з електроніки й астрономічної оптики, син відкривача | 1975          | М. С. Черних                                        | КрАО                 | MPC |
| 3493 Степанов            | В. Є. Степанов (1913—1986), астрофізик, спеціаліст з фізики Сонця, директор Львівської обсерваторії, працівник КрАО                                                                                              | 1976          | М. С. Черних                                        | КрАО                 | MPC |
| 3577 Путилін             | І. Путилін (1883—1954), київський астроном, дослідник малих планет | 1969          | Л. І. Черних                                        | КрАО                 | MPC |
| 3591 Владимирський       | Б. М. Владимирський, астроном КрАО | 1978          | М. С. Черних                                        | КрАО                 | MPC |
| 3608 Катаєв              | В. П. Катаєв (1897—1986), російський письменник, уродженець Одеси | 1978          | Л. І. Черних                                        | КрАО                 | MPC |
| 3653 Климишин            | І. А. Климишин (нар. 1933), астрофізик, професор Прикарпатського університету | 1979          | М. С. Черних                                        | КрАО                 | MPC |
| 3660 Лазарєв             | М. П. Лазарєв (1797—1851), адмірал, учасник відкриття Антарктиди, служив у Чорноморському флоті в Севастополі | 1978          | М. С. Черних                                        | КрАО                 | MPC |
| 3668 Ільфпетров          | І. Ільф і Є. Петров, радянські письменники, уродженці Одеси | 1982          | Л. Г. Карачкіна                                     | КрАО                 | MPC |
| 3787 Айвазовський        | І. К. Айвазовський, художник-мариніст, народився й жив у Феодосії | 1977          | М. С. Черних                                        | КрАО                 | MPC |
| 3816 Чугайнов            | П. Ф. Чугайнов (1932—1992), астрофізик КрАО | 1975          | М. С. Черних                                        | КрАО                 | MPC |
| 3818 Горлиця             | Хор «Горлиця» з Могилів-Подільського району (керівник М. О. Руденко) | 1979          | М. С. Черних                                        | КрАО                 | MPC |
| 3835 Короленко           | В. Г. Короленко (1853—1921), російський письменник, уродженець Житомира, жив у Полтаві | 1979          | М. С. Черних                                        | КрАО                 | MPC |
| 3839 Богаєвський         | К. Ф. Богаєвський, художник, народився і працював у Феодосії | 1971          | М. С. Черних                                        | КрАО                 | MPC |
| 3845 Неяченко            | І. Неяченко, ялтинський журналіст, аматор-астрономії | 1979          | М. С. Черних                                        | КрАО                 | MPC |
| 3885 Богородський        | О. Ф. Богородський (1907—1984), київський астроном, директор АО КНУ | 1977          | М. С. Черних                                        | КрАО                 | MPC |
| 3886 Щербаковія          | С. В. Щербаков (1856—1931), російський астроном, та його онука М. В. Щербакова (1910—1991), доцентка Київського університету й лекторка Київського планетарію                                                    | 1981          | М. С. Черних                                        | КрАО                 | MPC |
| 3890 Бунін               | Бунін І. О. (1870—1953), письменник, лауреат Нобелівської премії з літератури, уродженець Одеси | 1976          | Л. І. Черних                                        | КрАО                 | MPC |
| 3942 Чуріваннія          | І. Чурюмов (1907—1942) і І. І. Чурюмов (1929—1988), батько і старший брат українського астронома К. І. Чурюмова                                                                                                  | 1977          | М. С. Черних                                        | КрАО                 | MPC |
| 3945 Герасименко         | С. І. Герасименко (нар. 1937), українська й таджицька астрономка, випускниця Київського університету | 1982          | М. С. Черних                                        | КрАО                 | MPC |
| 3946 Шор                 | В. А. Шор (1929—2021), російський астроном, випускник Харківського університету | 1983          | Л. Г. Карачкіна                                     | КрАО                 | MPC |
| 3963 Параджанов          | С. Параджанов (1924—1990), кінорежисер, творчість якого пов'язана з Україною | 1969          | Л. І. Черних                                        | КрАО                 | MPC |
| 3964 Данилевський        | Г. П. Данилевський, російський письменник, уродженець Харківщини | 1974          | Л. В. Журавльова                                    | КрАО                 | MPC |
| 3965 Конопльова          | В. П. Конопльова (1918—2001), українська астрономка, київська дослідниця комет, працівниця ГАО НАНУ | 1975          | М. С. Черних                                        | КрАО                 | MPC |
| 3966 Чередниченко        | В. І. Чередниченко (1929—1997), доцент КПІ, спеціаліст з теорії комет | 1976          | М. С. Черних                                        | КрАО                 | MPC |
| 3982 Кастель             | Г. Р. Кастель, співробітниця КрАО, спостерігачка астероїдів | 1984          | Л. Г. Карачкіна                                     | КрАО                 | MPC |
| 4010 Нікольський         | І. М. Нікольський (1929—1982), астрофізик, випускник і співробітник Київського університету | 1977          | М. С. Черних                                        | КрАО                 | MPC |
| 4013 Огірія              | М. Б. Огір (1934—1989), кримська астрономка, дослідниця фізики Сонця, випускниця Київського університету | 1974          | М. С. Черних                                        | КрАО                 | MPC |
| 4080 Галинський          | М. Д. Галинський, радіоїнженер, конструктор високочутливих телевізійних трубок, застосовних в астрономії | 1983          | Л. Г. Карачкіна                                     | КрАО                 | MPC |
| 4141 Нінтанлена          | Члени сім'ї українського астронома К. І. Чурюмова — дружина Ніна, дочки Таня й Олена | 1978          | М. С. Черних                                        | КрАО                 | MPC |
| 4165 Дідковський         | Л. В. Дідковський (нар. 1948), астрофізик КрАО, фахівець з фізики Сонця | 1976          | М. С. Черних                                        | КрАО                 | MPC |
| 4184 Бердяєв             | М. О. Бердяєв (1874—1948), російський філософ, народився й жив у Києві | 1969          | М. С. Черних                                        | КрАО                 | MPC |
| 4187 Шульназарія         | Подружжя Л. М. Шульмана (нар. 1936) та Г. К. Назарчук (1929—1995), дослідники комет з ГАО НАНУ | 1978          | М. С. Черних                                        | КрАО                 | MPC |
| 4208 Кисельов            | М. Кисельов (нар. 1942), астроном Харківської обсерваторії, дослідник комет | 1986          | Е. Бовелл                                           | Андерсон-Меса        | MPC |
| 4274 Караманов           | А. С. Караманов, кримський композитор | 1980          | М. С. Черних                                        | КрАО                 | MPC |
| 4308 Магарач             | Інститут винограду і вина «Магарач» в Криму | 1978          | М. С. Черних                                        | КрАО                 | MPC |
| 4315 Пронік              | Подружжя В. І. Проніка та І. І. Пронік, кримські астрономи, фахівці з активних ядер галактик | 1975          | М. С. Черних                                        | КрАО                 | MPC |
| 4316 Бабінкова           | Подружжя О. М. Бабіна та А. М. Коваль, кримські астрономи, фахівці з сонячних спалахів | 1979          | М. С. Черних                                        | КрАО                 | MPC |
| 4363 Сергій              | С. В. Єжов (нар. 1953), хірург Бахчисарайської районної лікарні | 1978          | Л. В. Журавльова                                    | КрАО                 | MPC |
| 4371 Федоров             | Академік С. М. Федоров (1927—2000), російський лікар-офтальмолог, уродженець Хмельницького | 1983          | Л. І. Черних                                        | КрАО                 | MPC |
| 4427 Бурнашев            | Подружжя В. І. Бурнашева (нар. 1943) і Б. О. Бурнашевої (нар. 1944), українських астрономів, співробітників КрАО                                                                                                 | 1971          | Т. М. Смирнова                                      | КрАО                 | MPC |
| 4437 Ярошенко            | М. О. Ярошенко (1846—1898), художник-пересувник, уродженець Полтави | 1983          | Л. І. Черних                                        | КрАО                 | MPC |
| 4468 Погребецький        | М. Т. Погребецький (1892—1956), український лікар-невропатолог й альпініст | 1976          | М. С. Черних                                        | КрАО                 | MPC |
| 4470 Сергєєв-Ценський    | С. М. Сергєєв-Ценський (1875—1958), російський письменник, вчився й жив в Україні | 1978          | М. С. Черних                                        | КрАО                 | MPC |
| 4480 Нікітіботанія       | Нікітський ботанічний сад у Криму | 1985          | М. С. Черних                                        | КрАО                 | MPC |
| 4520 Довженко            | О. П. Довженко (1894—1956), український кінорежисер і письменник | 1977          | М. С. Черних                                        | КрАО                 | MPC |
| 4618 Шаховський          | М. Шаховський (нар. 1940), астрофізик КрАО, фахівець з фотометрії та поляриметрії зір | 1977          | М. С. Черних                                        | КрАО                 | MPC |
| 4654 Горькавий           | М. Горькавий (нар. 1940), російський і американський астрофізик, працював у КрАО | 1977          | М. С. Черних                                        | КрАО                 | MPC |
| 4658 Гаврилов            | О. Є. Гаврилов, київський архітектор | 1979          | М. С. Черних                                        | КрАО                 | MPC |
| 4682 Биков               | Л. Ф. Биков (1928—1979), український актор і кінорежисер | 1973          | Л. І. Черних                                        | КрАО                 | MPC |
| 4683 Вератар             | В. П. Таращук, астрофізикиня, дослідниця комет і астероїдів, співробітниця АО КНУ і КрАО | 1976          | М. С. Черних                                        | КрАО                 | MPC |
| 4685 Каретников          | В. Г. Каретников (нар. 1938), астрофізик, фахівець з подвійних зір, директор Одеської обсерваторії | 1978          | М. С. Черних                                        | КрАО                 | MPC |
| 4687 Брунсандрій         | А. В. Брунс (нар. 1931), астрофізик КрАО, фахівець з позаатмосферних досліджень Сонця й зір | 1979          | М. С. Черних                                        | КрАО                 | MPC |
| 4787 Шульженко           | К. І. Шульженко (1906—1984), радянська співачка, уродженка Харкова | 1986          | Л. В. Журавльова                                    | КрАО                 | MPC |
| 4811 Семашко             | М. О. Семашко (1874—1949), лікар, працював у Ялті | 1973          | Л. В. Журавльова                                    | КрАО                 | MPC |
| 4813 Теребіж             | В. Ю. Теребіж (нар. 1941), спостерігач Кримської станції ДАІШ | 1977          | Л. І. Черних                                        | КрАО                 | MPC |
| 4868 Кнушевія            | Від скороченої назви Київського національного університету імені Тараса Шевченка | 1989          | Е. Гелін                                            | Паломар              | MPC |
| 4870 Щербань             | В. О. Щербань (нар. 1938), директор маслозаводу | 1979          | Л. І. Черних                                        | КрАО                 | MPC |
| 4882 Діварі              | М. Б. Діварі (1921—1993), професор Одеської політехніки, дослідник зодіакального світла | 1977          | М. С. Черних                                        | КрАО                 | MPC |
| 4935 Маслачкова          | І. М. Маслачкова (1937—1996), працівниця КрАО, поетеса | 1985          | М. С. Черних                                        | КрАО                 | MPC |
| 4936 Бутаков             | Г. І. Бутаков (1820—1882), адмірал, учасник Кримської війни | 1985          | Л. В. Журавльова                                    | КрАО                 | MPC |
| 4944 Козловський         | І. С. Козловський (1900—1999), оперний співак, уродженець Київщини | 1987          | Л. І. Черних                                        | КрАО                 | MPC |
| 5044 Шестака             | І. С. Шестака (1937—1994), астроном Одеської обсерваторії, фахівець з метеорної астрономії | 1977          | М. С. Черних                                        | КрАО                 | MPC |
| 5101 Ахмеров             | В. З. Ахмеров, лікар пологового будинку в Алушті | 1985          | Л. В. Журавльова                                    | КрАО                 | MPC |
| 5219 Земка               | О. Г. Земка (нар. 1947), запорізький інженер, модернізував телескоп КрАО | 1976          | М. С. Черних                                        | КрАО                 | MPC |
| 5220 Віка                | В. С. Виноградова, лікарка КрАО | 1979          | М. С. Черних                                        | КрАО                 | MPC |
| 5222 Йоффе               | Академік А. Ф. Йоффе (1880—1960), фізик, уродженець Ромен, ініціатор створення фізико-технічних інститутів у Харкові й Дніпрі                                                                                    | 1980          | М. С. Черних                                        | КрАО                 | MPC |
| 5301 Новобранець         | В. А. Новобранець (1904—1984), російський і український письменник | 1974          | Л. В. Журавльова                                    | КрАО                 | MPC |
| 5316 Філатов             | Академік В. П. Філатов (1875—1956), хірург, офтальмолог, директор Інституту офтальмології в Одесі | 1982          | Л. Г. Карачкіна                                     | КрАО                 | MPC |
| 5385 Кам'янка            | Місто Кам'янка | 1975          | Л. І. Черних                                        | КрАО                 | MPC |
| 5415 Лянзуріді           | К. П. Лянзуріді (нар. 1934), інженер КрАО, фахівець з оптики й вакуумної техніки | 1978          | М. С. Черних                                        | КрАО                 | MPC |
| 5533 Багров              | М. В. Багров (нар. 1937), ректор Таврійського університету, голова Верховної ради Криму | 1935          | П. Ф. Шайн                                          | Сімеїз               | MPC |
| 5540 Смирнова            | Т. М. Смирнова (1935—2001), астрономка, співробітниця КрАО | 1971          | Т. М. Смирнова                                      | КрАО                 | MPC |
| 5572 Блискунов           | О. І. Блискунов (1938—1996), хірург, професор Кримського медичного університету | 1978          | Л. В. Журавльова                                    | КрАО                 | MPC |
| 5759 Зощенко             | М. Зощенко, російський письменник, уродженець Полтави | 1980          | Л. Г. Карачкіна                                     | КрАО                 | MPC |
| 5807 Мшатка              | Мшатка, маєток М. О. Данилевського в Криму, який відвідували письменники й художники | 1986          | Л. І. Черних                                        | КрАО                 | MPC |
| 5808 Бабель              | І. Е. Бабель (1894—1941), письменник, уродженець Одеси | 1987          | Л. Г. Карачкіна                                     | КрАО                 | MPC |
| 5931 Жванецький          | М. І. Жванецький, письменник-сатирик й естрадний артист, уродженець Одеси | 1976          | М. С. Черних                                        | КрАО                 | MPC |
| 5936 Хаджинов            | Л. П. Хаджинов, директор «Запоріжтрансформатор» | 1979          | М. С. Черних                                        | КрАО                 | MPC |
| 5940 Феліксоболєв        | Ф. М. Соболєв (1931—1984), український кінорежисер | 1981          | М. С. Черних                                        | КрАО                 | MPC |
| 5944 Утьосов             | Л. О. Утьосов (1895—1982), естрадний співак, уродженець Одеси | 1984          | Л. Г. Карачкіна                                     | КрАО                 | MPC |
| 5955 Хромченко           | В. А. Хромченко, вчитель музичної школи в Ялті, засновник Центру органної музики в Лівадії | 1987          | Л. І. Черних                                        | КрАО                 | MPC |
| 5990 Пантікапей          | Пантікапей, античне місто на місці сучасного міста Керч; назва дана на честь Керченського історико-археологічного музею                                                                                          | 1977          | М. С. Черних                                        | КрАО                 | MPC |
| 6110 Казак               | Ю. І. Казак, бахчисарайський хірург | 1978          | Л. І. Черних                                        | КрАО                 | MPC |
| 6113 Цап                 | Т. Цап (нар. 1930) і його син Ю. Т. Цап (нар. 1966), дослідники Сонця з КрАО | 1982          | Л. І. Черних                                        | КрАО                 | MPC |
| 6121 Плачинда            | С. І. Плачинда (нар. 1951), дослідник зоряних магнітних полів, і його дружина Н. І. Меркулова (нар. 1949), дослідниця сейфертівських галактик, співробітники КрАО                                                | 1987          | Л. І. Черних                                        | КрАО                 | MPC |
| 6161 Войно-Ясенецький    | В. Ф. Войно-Ясенецький (Лука), лікар і священник, архієпископ Кримський і Сімферопольський | 1971          | Л. І. Черних                                        | КрАО                 | MPC |
| 6166 Унівсіма            | На честь 80-річчя Сімферопольського університету | 1978          | Л. І. Черних                                        | КрАО                 | MPC |
| 6167 Нарманський         | В. Я. Нарманський (нар. 1929), кримський астроном-аматор і поет | 1979          | М. С. Черних                                        | КрАО                 | MPC |
| 6172 Прокофеана          | В. Прокоф'єва, астрофізик з КрАО | 1982          | Л. Г. Карачкіна                                     | КрАО                 | MPC |
| 6219 Демалія             | О. Деменко (1930—1983), астрономка АО КНУ | 1978          | М. С. Черних                                        | КрАО                 | MPC |
| 6232 Зубицькія           | Д. Н. Зубицький та Н. П. Зубицька, київські фітотерапевти | 1985          | М. С. Черних, Л. І. Черних                          | КрАО                 | MPC |
| 6278 Аметхан             | Амет-Хан Султан (1920—1971), кримськотатарський радянський льотчик-ас | 1971          | Б. О. Бурнашева                                     | КрАО                 | MPC |
| 6356 Таїров              | В. Є. Таїров (1859—1938), засновник Інституту виноградарства і виробництва ім. В. Є. Таїрова в Одесі | 1976          | М. С. Черних                                        | КрАО                 | MPC |
| 6357 Глушко              | Академік В. П. Глушко (1908—1989), радянський ракетний конструктор, уродженець Одеси | 1976          | М. С. Черних                                        | КрАО                 | MPC |
| 6483 Ніколайвасильєв     | М. Васильєв (1930—2001), професор Інституту мікробіології і імунології в Харкові, ентузіаст дослідження району падіння Тунгуського метеорита                                                                     | 1990          | Е. Ельст                                            | Ла-Сіллья            | MPC |
| 6489 Голєвка             | Скорочення від Голдстоуна (США), Євпаторії (Україна) і Касіми (Японія), які спільно провели радарні дослідження астероїда                                                                                        | 1991          | Е. Гелін                                            | Паломар              | MPC |
| 6535 Архипенко           | О. П. Архипенко (1887—1964), скульптор і художник, уродженець Києва, випускник Київського художнього училища | 1960          | К. ван Гаутен, І. ван Гаутен-Греневельд, Т. Герельс | Паломар              | MPC |
| 6536 Височинська         | Л. Й. Височинська, київська композиторка й музикознавиця | 1977          | М. С. Черних                                        | КрАО                 | MPC |
| 6547 Василькаразін       | В. Н. Каразін (1773—1842), засновник Харківського університету | 1987          | Л. І. Черних                                        | КрАО                 | MPC |
| 6575 Славов              | М. А. Славов, український економіст і підприємець, Народний депутат України | 1978          | М. С. Черних                                        | КрАО                 | MPC |
| 6576 Київтех             | На честь 100-річчя НТУУ «КПІ» | 1978          | М. С. Черних                                        | КрАО                 | MPC |
| 6619 Коля                | М. С. Черних (1931—2004), кримський астроном, відкривач 536 астероїдіів | 1973          | Л. І. Черних                                        | КрАО                 | MPC |
| 6621 Тимчук              | Є. І. Тимчук, сімферопольський лікар-невропатолог | 1975          | Т. М. Смирнова                                      | КрАО                 | MPC |
| 6622 Матвієнко           | В. П. Матвієнко (нар. 1938), український політик та економіст, голова НБУ, голова правління «Промінвестбанку» | 1978          | М. С. Черних                                        | КрАО                 | MPC |
| 6646 Чуранта             | А. М. Чурюмова, мати українського астронома К. І. Чурюмова | 1991          | Е. Гелін                                            | Паломар              | MPC |
| 6679 Гуржій              | А. М. Гуржій (нар. 1946), український науковець, фахівець з інформаційних технологій | 1969          | Л. І. Черних                                        | КрАО                 | MPC |
| 6681 Прокопович          | Феофан Прокопович (1681—1736), український та російський богослов та письменник, ректор Київської академії | 1972          | Л. В. Журавльова                                    | КрАО                 | MPC |
| 6684 Володшевченко       | В. М. Шевченко (1929—1987), український режисер-документаліст | 1977          | М. С. Черних                                        | КрАО                 | MPC |
| 6755 Солов'яненко        | А. Б. Солов'яненко (1932—1999), український оперний співак | 1976          | Л. І. Черних                                        | КрАО                 | MPC |
| 6784 Богатиков           | Ю. Й. Богатиков (1932—2002), естрадний співак, уродженець Єнакієвого | 1990          | Л. І. Черних                                        | КрАО                 | MPC |
| 6811 Кащеєв              | Б. Л. Кащєєв (1920—2004), дослідник метеорів з ХНУРЕ | 1976          | М. С. Черних                                        | КрАО                 | MPC |
| 6938 Сонятерк            | Соня Делоне-Терк (1885—1979), французька художниця, родом з Одещини | 1973          | К. ван Гаутен, І. ван Гаутен-Греневельд, Т. Герельс | Паломар              | MPC |
| 7223 Долгорукий          | Юрій Долгорукий — князь київський і суздальський | 1982          | Л. В. Журавльова, Л. Г. Карачкіна                   | Сімеїз               | MPC |
| 7271 Дорогунцов          | С. І. Дорогунцов, український економіст і політик, член-кореспондент НАНУ | 1979          | М. С. Черних                                        | КрАО                 | MPC |
| 7322 Лаврентина          | Академік М. О. Лаврентьєв (1900—1980), директор Інституту математики АН УРСР, й академік М. М. Лаврентьєв | 1979          | М. С. Черних                                        | КрАО                 | MPC |
| 7373 Сташис              | В. Сташис (1925—2011), український юрист, проректор Юридичної академії імені Ярослава Мудрого | 1979          | М. С. Черних                                        | КрАО                 | MPC |
| 7628 Євгенійфедоров      | Академік Є. П. Федоров (1909—1986), астроном, директор ГАО НАНУ | 1977          | М. С. Черних                                        | КрАО                 | MPC |
| 7629 Форос               | Селище Форос в Криму | 1977          | М. С. Черних                                        | КрАО                 | MPC |
| 7632 Станіслав           | С. В. Тельнюк (1935—1990), письменник, поет, публіцист | 1982          | Л. Г. Карачкіна                                     | КрАО                 | MPC |
| 7633 Володимир           | В. Тельнюк-Адамчук (1936—2003), директор АО КНУ, віце-президент Української астрономічної асоціації | 1982          | Л. Г. Карачкіна                                     | КрАО                 | MPC |
| 7725 Сельвінський        | І. Л. Сельвінський (1899—1968), російський поет, уродженець Криму | 1972          | М. С. Черних                                        | КрАО                 | MPC |
| 7869 Прадун              | В. П. Прадун (нар. 1956), український економіст, професор Таврійського національного університету | 1987          | Л. І. Черних                                        | КрАО                 | MPC |
| 7976 Пінігін             | Г. І. Пінігін, астроном, директор Миколаївської астрономічної обсерваторії | 1977          | М. С. Черних                                        | КрАО                 | MPC |
| 7978 Нікнестеров         | М. С. Нестеров (1947—2002), завідувач відділенням радіоастрономії КрАО | 1978          | Л. І. Черних                                        | КрАО                 | MPC |
| 8019 Карачкіна           | Л. Г. Карачкіна, астрономка КрАО, першовідкривачка 130 астероїдів | 1990          | Л. Шмадель, Ф. Бернґен                              | Таутербург           | MPC |
| 8064 Лисиця              | Академік М. П. Лисиця (1921—2012), український фізик, професор КНУ | 1978          | М. С. Черних                                        | КрАО                 | MPC |
| 8065 Находкін            | Академік М. Г. Находкін (1925—2018), український фізик, професор КНУ | 1979          | М. С. Черних                                        | КрАО                 | MPC |
| 8089 Юкар                | Ю. В. Карачкін, вчитель фізики, чоловік відкривачки астероїдів Л. Г. Карачкіної | 1990          | Л. Шмадель, Ф. Бернґен                              | Таутербург           | MPC |
| 8141 Миколаїв            | Місто Миколаїв | 1982          | М. С. Черних                                        | КрАО                 | MPC |
| 8244 Миколайчук          | І. В. Миколайчук (1941—1987), кіноактор і кінорежисер | 1975          | Л. І. Черних                                        | КрАО                 | MPC |
| 8246 Котов               | В. О. Котов, співробітник КрАО, фахівець з фізики Сонця | 1979          | М. С. Черних                                        | КрАО                 | MPC |
| 8248 Гурзуф              | Селище Гурзуф у Криму | 1979          | М. С. Черних                                        | КрАО                 | MPC |
| 8322 Кононович           | О. К. Кононович (1850—1910), голова кафедри астрономії в Новоросійському університеті | 1978          | М. С. Черних                                        | КрАО                 | MPC |
| 8339 Косовичія           | О. Г. Косовичев, співробітник КрАО, і його дружина Т. І. Косовичева, лікарка в КрАО | 1985          | М. С. Черних                                        | КрАО                 | MPC |
| 8444 Попович             | П. Р. Попович (1930—2009), радянський космонавт, уродженець Київської області | 1969          | Л. І. Черних                                        | КрАО                 | MPC |
| 8445 Новотроїцьке        | Селище Новотроїцьке | 1973          | Т. М. Смирнова                                      | КрАО                 | MPC |
| 8448 Белякіна            | Т. С. Белякіна, астрофізикиня КрАО, фахівчиня з подвійних зір | 1976          | Т. М. Смирнова                                      | КрАО                 | MPC |
| 8449 Масловець           | Б. П. Масловець, електротехнік, директор «Запоріжтрансзаводу» | 1977          | М. С. Черних                                        | КрАО                 | MPC |
| 8608 Челомей             | В. М. Челомей (1914—1984), конструктор, жив і навчався в Києві | 1976          | Л. І. Черних                                        | КрАО                 | MPC |
| 8635 Юріосипов           | Ю. О. Осипов, бахчисарайський лікар | 1985          | М. С. Черних                                        | КрАО                 | MPC |
| 8781 Юрка                | Ю. С. Єфимов, астрофізик КрАО | 1976          | М. С. Черних                                        | КрАО                 | MPC |
| 8783 Гопасюк             | С. І. Гопасюк (нар. 1930), науковець КрАО, дослідник магнітного поля Сонця | 1977          | М. С. Черних                                        | КрАО                 | MPC |
| 8786 Бельська            | І. М. Бельська (нар. 1958), керівниця відділу фізики астероїдів і комет Харківської обсерваторії | 1978          | К.-І. Лагерквіст                                    | Ла-Сілья             | MPC |
| 8805 Петропетров         | П. Петров (нар. 1945), дослідник змінності молодих зір з КрАО | 1981          | М. С. Черних                                        | КрАО                 | MPC |
| 8812 Кравцов             | Ю. Ф. Кравцов (1924—1994), льотчик і письменник | 1982          | Л. Г. Карачкіна                                     | КрАО                 | MPC |
| 8816 Гамов               | Г. А. Гамов (1904—1968), фізик і астрофізик, уродженець Одеси | 1984          | Л. Г. Карачкіна                                     | КрАО                 | MPC |
| 8822 Шурянка             | дитяче ласкаве ім'я О. С. Морозової, матері відкривачки | 1987          | Л. Г. Карачкіна                                     | КрАО                 | MPC |
| 8839 Новичкова           | В. С. Новичкова, бахчисарайська лікарка | 1989          | Л. І. Черних                                        | КрАО                 | MPC |
| 8984 Дерев'янко          | Т. Дерев'янко (1930—2001), директор музею Кіностудії ім. О. Довженка | 1977          | М. С. Черних                                        | КрАО                 | MPC |
| 9005 Сидорова            | С. І. Сидорова (нар. 1943), педагог, голова Кримського комітету профспілки робітників освіти і науки | 1982          | Л. Г. Карачкіна                                     | КрАО                 | MPC |
| 9006 Войткевич           | В. Г. Войткевич (нар. 1949), працівниця Інституту електрозварювання ім. Є. О. Патона | 1982          | Л. Г. Карачкіна                                     | КрАО                 | MPC |
| 9148 Борисзайцев         | Б. П. Зайцев (1925—2000), оперний співак Одеської філармонії, випускник Одеської консерваторії, народний артист України                                                                                          | 1977          | М. С. Черних                                        | КрАО                 | MPC |
| 9155 Верходанов          | В. Г. Верходанов (нар. 1942), український економіст, менеджер та меценат | 1982          | М. С. Черних                                        | КрАО                 | MPC |
| 9167 Харків              | Місто Харків | 1987          | М. С. Черних                                        | КрАО                 | MPC |
| 9184 Василь              | Василь Румянцев (нар. 1968), астроном КрАО | 1991          | Е. В. Ельст                                         | Ла-Сілья             | MPC |
| 9222 Чубей               | М. С. Чубей (1940—2016), російський астроном, уродженець Тернопільщини | 1995          | Т. Кобаясі                                          | Оїдзумі              | MPC |
| 9532 Абраменко           | О. М. Абраменко, головний інженер КрАО, фахівець з телевізійної астрономії | 1981          | Л. Г. Карачкіна                                     | КрАО                 | MPC |
| 9932 Копилов             | І. М. Копилов (1928—2000), астрофізик, фахівець з фізики зір, працівник КрАО | 1985          | М. С. Черних                                        | КрАО                 | MPC |
| 10005 Чернега            | М. Я. Чернега (1923—2012), астроном Обсерваторії Київського університету | 1976          | М. С. Черних                                        | КрАО                 | MPC |
| 10011 Авідзба            | А. М. Авідзба (нар. 1951), директор Інституту винограду і вина «Магарач» | 1978          | М. С. Черних                                        | КрАО                 | MPC |
| 10090 Сікорський         | І. Сікорський (1889—1972), авіаконструктор, уродженець Києва | 1990          | Л. Г. Карачкіна, Г. Кастель                         | КрАО                 | MPC |
| 10456 Анечка             | Аня Іванченко (1987—1999), дочка друга відкривача із Черкас | 1978          | М. С. Черних                                        | КрАО                 | MPC |
| 10459 Владічайка         | В. Д. Чайка (1948—2013), мер Миколаєва | 1978          | Л. І. Черних                                        | КрАО                 | MPC |
| 10670 Семиноженко        | Академік В. П. Семиноженко (нар. 1950), український фізик | 1977          | М. С. Черних                                        | КрАО                 | MPC |
| 10672 Костюкова          | Т. А. Костюкова (нар. 1957), українська ботанікиня, квітознавиця | 1978          | М. С. Черних                                        | КрАО                 | MPC |
| 10681 ХТУРЕ              | Харківський технічний університет радіоелектроніки | 1979          | М. С. Черних                                        | КрАО                 | MPC |
| 10685 Харківунівер       | Харківський національний університет ім. Каразіна | 1985          | Е. Бовелл                                           | Андерсон-Меса        | MPC |
| 10712 Малащук            | В. М. Малащук (нар. 1947), головний бухгалтер КрАО | 1982          | Л. Г. Карачкіна                                     | КрАО                 | MPC |
| 10713 Лиморенко          | Л. П. Лиморенко (нар. 1951), заступник директора КрАО | 1982          | Л. Г. Карачкіна                                     | КрАО                 | MPC |
| 10729 Цвєткова           | В. П. Цвєткова (1917—2007), українська художниця | 1987          | Л. В. Журавльова                                    | КрАО                 | MPC |
| 11003 Андронов           | І. Л. Андронов (нар. 1960), український астроном з Одеси, дослідник змінних зір | 1979          | М. С. Черних                                        | КрАО                 | MPC |
| 11269 Книр               | І. Книр (нар. 1963), бахчисарайський інженер та чиновник | 1987          | Л. Г. Карачкіна                                     | КрАО                 | MPC |
| 11361 Орбінський         | А. Р. Орбінський (1862—1927), російський астроном, народився і працював в Одесі | 1998          | С. Цутому                                           | Ґейсей               | MPC |
| 11481 Знання             | Товариство «Знання» України | 1987          | Е. Бовелл                                           | Андерсон-Меса        | MPC |
| 11788 Научний            | Смт Научний, на честь 60-річчя КрАО | 1977          | М. С. Черних                                        | КрАО                 | MPC |
| 11832 Пустильнік         | І. Б. Пустильнік (1938—2008), естонський астроном, уродженець Одеси | 1984          | А. Дебеонь                                          | Ла-Сілья             | MPC |
| 12185 Гаспринський       | Ісмаїл Гаспринський (1851—1914), кримськотатарський письменник та громадський діяч | 1976          | М. С. Черних                                        | КрАО                 | MPC |
| 12187 Лєнагорюнова       | О. В. Горюнова (нар. 1961), севастопольська гідрологиня, подруга доньки відкривача | 1977          | М. С. Черних                                        | КрАО                 | MPC |
| 12189 Довгий             | Академік С. О. Довгий (нар. 1954), український геодинамік, міністр науки і технологій України | 1978          | М. С. Черних                                        | КрАО                 | MPC |
| 12185 Гаспринський       | Ісмаїл Гаспринський (1851—1914), кримськотатарський вчитель і просвітник | 1976          | М. С. Черних                                        | КрАО                 | MPC |
| 12191 Воронцова          | М. О. Воронцова (1923—2015), педіатр Сімферопольської дитячої лікарні | 1978          | Л. В. Журавльова                                    | КрАО                 | MPC |
| 12220 Семенчур           | С. І. Чурюмов (нар. 1934), український викладач, спеціаліст з соціоніки | 1982          | Л. Г. Карачкіна                                     | КрАО                 | MPC |
| 12234 Шкуратов           | Ю. Г. Шкуратов (нар. 1952), директор Харківської обсерваторії | 1986          | Е. Бовелл                                           | Андерсон-Меса        | MPC |
| 12664 Сонісеня           | Соня і Сеня, діти київського журналіста М. С. Орловського, друга відкривача | 1978          | Л. І. Черних                                        | КрАО                 | MPC |
| 12674 Рибалка            | А. М. Рибалка (нар. 1939), професор КДМУ ім. Георгієвського | 1980          | М. С. Черних                                        | КрАО                 | MPC |
| 12686 Безуглий           | М. Ю. Безуглий (нар. 1963), український хірург | 1986          | Л. Г. Карачкіна                                     | КрАО                 | MPC |
| 12976 Каліненков         | Н. Д. Каліненков (1924—1996), професор Миколаївського педагогічного інституту | 1976          | М. С. Черних                                        | КрАО                 | MPC |
| 12979 Євголвасильєв      | Є. О. Васильєв (1935—2003), керівник дитячого табору «Лісний» в Артеку | 1978          | Л. В. Журавльова                                    | КрАО                 | MPC |
| 13005 Станконюхов        | Академік С. М. Конюхов (1937—2011), конструктор ракетно-космічної техніки, генеральний директор КБ «Південне» | 1982          | М. С. Черних                                        | КрАО                 | MPC |
| 13009 Волощук            | Ю. І. Волощук (1941—2019), радіоастроном, професор ХНУРЕ | 1985          | М. С. Черних                                        | КрАО                 | MPC |
| 13121 Тиса               | Ріка Тиса | 1994          | Е. В. Ельст                                         | Ла-Сілья             | MPC |
| 13488 Саванов            | І. С. Саванов, астрофізик КрАО, дослідник зоряних атмосфер | 1982          | Л. Г. Карачкіна                                     | КрАО                 | MPC |
| 13489 Дмитриєнко         | С. Дмитриєнко, астрофізик КрАО, дослідник подвійних зір | 1982          | Л. Г. Карачкіна                                     | КрАО                 | MPC |
| 13492 Віталійзахаров     | В. О. Захаров (1964), хірург-онколог Сімферопольського онкологічного диспансеру | 1984          | Л. Г. Карачкіна                                     | КрАО                 | MPC |
| 13904 Унівінниця         | Вінницький педагогічний університет | 1975          | Л. І. Черних                                        | КрАО                 | MPC |
| 13906 Шунда              | Н. М. Шунда (1932—2017), математик, ректор Вінницького університету | 1977          | М. С. Черних                                        | КрАО                 | MPC |
| 13922 Кременія           | Академік В. Г. Кремень (нар. 1947), президент НАПНУ | 1985          | М. С. Черних, Л. І. Черних                          | КрАО                 | MPC |
| 14317 Антонов            | Академік О. К. Антонов (1906—1984), радянський авіаконструктор, працював у Києві | 1978          | М. С. Черних                                        | КрАО                 | MPC |
| 14335 Алексосіпов        | О. К. Осіпов (1920—2004) — російський та український астроном, науковий співробітник Астрономічної обсерваторії КНУ                                                                                              | 1981          | М. С. Черних                                        | КрАО                 | MPC |
| 14339 Кнорре             | Рід астрономів Кнорре: Е. Х. Кнорре (1759—1810), його син К. Х. Кнорре (1801—1883), перший директор Миколаївської обсерваторії, та онук В. К. Кнорре (1840—1919), який теж працював у Миколаївській обсерваторії | 1983          | Л. І. Черних                                        | КрАО                 | MPC |
| 14346 Жиляєв             | Б. Ю. Жиляєв (нар. 1940), завідувач лабораторією ГАО НАН України | 1985          | М. С. Черних                                        | КрАО                 | MPC |
| 14624 Примаченко         | М. О. Приймаченко (1909—1997), українська художниця-примітивістка | 1998          | LONEOS                                              | Андерсон-Меса        | MPC |
| 14699 Кларасмі           | К. Є. Смірнова (1936—2003), українська філологиня, завідувачка кафедри англійської мови КНУ ім. Шевченка, астрономка-любителька                                                                                  | 2000          | LONEOS                                              | Андерсон-Меса        | MPC |
| 14829 Поваляєва          | М. П. Поваляєва (нар. 1956), генеральний директор «Кримтел» | 1986          | Л. Г. Карачкіна                                     | КрАО                 | MPC |
| 15199 Роднянська         | Л. З. Роднянська (1938—2004), директорка та засновниця кіностудії «Контакт» | 1974          | Л. І. Черних                                        | КрАО                 | MPC |
| 15427 Шабас              | Н. Л. Шабас (1969—2003), українська астрономка | 1998          | LONEOS                                              | Андерсон-Меса        | MPC |
| 15675 Голосіїв           | Історична місцевість Голосіїв, де розташована ГАО НАНУ | 1978          | Л. І. Черних                                        | КрАО                 | MPC |
| 15695 Федіршпиг          | Ф. І. Шпиг (1956—2020), український політик, президент Асоціації аматорського футболу України | 1985          | М. С. Черних                                        | КрАО                 | MPC |
| 15828 Сінческул          | Б. Ф. Сінческул (1936—2024) — астроном з Полтави | 1995          | Т. Кобаясі                                          | Оїдзумі              | MPC |
| 15898 Харастертім        | Скорочення від «Kharkiv asteroid team» (харківська астероїдна команда) | 1997          | П. Правец, Л. Коткова                               | Ондржейов            | MPC |
| 16856 Банах              | Стефан Банах (1892—1945), польський математик, який жив і викладав у Львові | 1997          | П. Комба                                            | Прескотт             | MPC |
| 17034 Васильшев          | В. Г. Шевченко (1960—2013), український астроном | 1999          | LONEOS                                              | Андерсон-Меса        | MPC |
| 17035 Величко            | Ф. П. Величко (1957), український астроном | 1999          | LONEOS                                              | Андерсон-Меса        | MPC |
| 17036 Круглий            | Ю. М. Круглий (нар. 1962), український астроном | 1999          | LONEOS                                              | Андерсон-Меса        | MPC |
| 17519 Пріцак             | Омелян Пріцак (1919—2006), український та американський історик | 1992          | Е. В. Ельст                                         | Ла-Сілья             | MPC |
| 17700 Олексійголубов     | О. А. Голубов (нар. 1985), український астроном | 1997          | Е. В. Ельст                                         | Ла-Сілья             | MPC |
| 18114 Розенбуш           | В. К. Розенбуш, українська астрономка, дослідниця комет, співробітниця ГАО НАНУ | 2000          | LONEOS                                              | Андерсон-Меса        | MPC |
| 18119 Брауде             | Академік С. Я. Брауде (1911—2003), український радіофізик і радіоастроном, ініціатор створення радіотелескопа УТР-2, уродженець Полтави                                                                          | 2000          | LONEOS                                              | Андерсон-Меса        | MPC |
| 18120 Литвиненко         | Академік Л. М. Литвиненко, директор Радіоастрономічного інституту НАН України | 2000          | LONEOS                                              | Андерсон-Меса        | MPC |
| 18121 Коноваленко        | Академік О. Коноваленко, співробітник Радіоастрономічного інституту НАН України | 2000          | LONEOS                                              | Андерсон-Меса        | MPC |
| 18287 Вєркін             | Академік Б. І. Вєркін, засновник Фізико-технічного інституту низьких температур у Харкові | 1975          | М. С. Черних                                        | КрАО                 | MPC |
| 18731 Вільбакіров        | Академік В. С. Бакіров, ректор Харківського університету | 1998          | LONEOS                                              | Андерсон-Меса        | MPC |
| 18750 Леонідакімов       | Л. О. Акимов (1937—2017), український астроном, співробітник Харківської обсерваторії | 1999          | LONEOS                                              | Андерсон-Меса        | MPC |
| 18751 Юалександров       | Ю. В. Александров (1934–2016), харківський астрофізик, професор ХНУ ім. Каразіна | 1999          | LONEOS                                              | Андерсон-Меса        | MPC |
| 19082 Вікчернов          | В. М. Чернов (1902—1984), запорізький бібліотекар і астроном-аматор | 1976          | М. С. Черних                                        | КрАО                 | MPC |
| 19096 Леонфрідман        | Л. О. Фрідман (нар. 1948), архітектор, директор Кримського інституту дизайну, архітектури й реставрації | 1979          | М. С. Черних                                        | КрАО                 | MPC |
| 19916 Донбас             | Донецький вугільний басейн | 1976          | М. С. Черних                                        | КрАО                 | MPC |
| 19919 Погорєлов          | Академік О. В. Погорєлов, геометр, професор Харківського університету | 1977          | М. С. Черних                                        | КрАО                 | MPC |
| 20333 Йоганнгут          | Йоганн Гут (1763—1818), перший астроном в Харківському університеті | 1998          | LONEOS                                              | Андерсон-Меса        | MPC |
| 20334 Глевицький         | Г. В. Левицький (1852—1917), засновник і перший директор Харківської обсерваторії | 1998          | LONEOS                                              | Андерсон-Меса        | MPC |
| 20963 Писаренко          | Академік Г. С. Писаренко (1910—2001), український фізик, фахівець з механіки та міцності матеріалів | 1977          | М. С. Черних                                        | КрАО                 | MPC |
| 21389 Пшенічка           | П. Пшенічка (нар. 1946), вчитель з Чернівців, фіналіст змагання серед вчителів на Міжнародному фестивалі науки й інженерії Intel                                                                                 | 1998          | LINEAR                                              | Сокорро              | MPC |
| 21945 Клещонок           | В. Клещонок (н. 1959), астроном з Київського національного університету | 1999          | LONEOS                                              | Андерсон-Меса        | MPC |
| 22616 Боголюбов          | М. Боголюбов, російський і український математик і фізик-теоретик | 1998          | LONEOS                                              | Андерсон-Меса        | MPC |
| 22617 Відфанану          | Відділення фізики й астрономії НАН України | 1998          | LONEOS                                              | Андерсон-Меса        | MPC |
| 24607 Севнату            | Севастопольський національний технічний університет | 1977          | М. С. Черних                                        | КрАО                 | MPC |
| 24641 Енвер              | Енвер Абдураїмов (нар. 1973), дитячий лікар в Криму | 1983          | Л. Г. Карачкіна                                     | КрАО                 | MPC |
| 24648 Євпаторія          | Місто Євпаторія (на честь 2500-ліття заснування) | 1985          | М. С. Черних, Л. І. Черних                          | КрАО                 | MPC |
| 24649 Балаклава          | Місто Балаклава (на честь 2500-ліття заснування) | 1985          | М. С. Черних, Л. І. Черних                          | КрАО                 | MPC |
| 25111 Клокун             | В. М. Клокун (нар. 1991), призер Міжнародного фестивалю науки й інженерії Intel | 1998          | LINEAR                                              | Сокорро              | MPC |
| 25112 Мюмешкович         | М. Ю. Мешкович (нар. 1991), призерка Міжнародного фестивалю науки й інженерії Intel | 1998          | LINEAR                                              | Сокорро              | MPC |
| 26075 Левіцвєт           | Л. І. Цвєтков (нар. 1938), радіоастроном КрАО | 1978          | М. С. Черних                                        | КрАО                 | MPC |
| 26505 Олекстокарев       | Олександр Токарев (нар. 1993), призер Міжнародного фестивалю науки й інженерії Intel | 2000          | LINEAR                                              | Сокорро              | MPC |
| 27658 Дмитробагалій      | Д. І. Багалій (1857—1932), український історик, ректор Харківського університету | 1978          | М. С. Черних                                        | КрАО                 | MPC |
| 29081 Кримрадіо          | Кримське радіо, з нагоди його 80-річчя | 1978          | М. С. Черних                                        | КрАО                 | MPC |
| 29122 Васадзе            | Т. Ш. Васадзе (нар. 1947), винахідник, почесний працівник транспорту України | 1982          | Л. Г. Карачкіна                                     | КрАО                 | MPC |
| 29125 Київфізфак         | Фізичний факультет Київського університету | 1984          | Л. Г. Карачкіна                                     | КрАО                 | MPC |
| 30435 Слюсарев           | І. Г. Слюсарев (нар. 1987), астроном Харківської обсерваторії, фахівець з фізики астероїдів | 2000          | LONEOS                                              | Андерсон-Меса        | MPC |
| 30769 Кайдаш             | В. Г. Кайдаш (нар. 1971), директор Харківської обсерваторії | 1984          | Б. Скіфф                                            | Андерсон-Меса        | MPC |
| 31363 Шульга             | Академік В. М. Шульга (1944—2022), радіоастроном, співробітник РІ НАНУ | 1998          | LONEOS                                              | Андерсон-Меса        | MPC |
| 32770 Старчик            | Б. С. Старчик (1939—1996), український інженер, мандрівник і захисник природи | 1984          | Л. Г. Карачкіна                                     | КрАО                 | MPC |
| 33931 Олексійсергєєв     | Олексій Сергєєв (нар. 1974), український астроном | 2000          | LONEOS                                              | Андерсон-Меса        | MPC |
| 37530 Денсінгенджел      | К. Павлова (1991-2010), талановита танцівниця з Криму, дворазова чемпіонка Криму зі східних танців, мала прізвисько «Танцюючий янгол» (Dancing angel)                                                            | 1977          | М. С. Черних                                        | КрАО                 | MPC |
| 42479 Толік              | А. Л. Журавльов, інженер і комп'ютерник у КрАО, чоловік відкривачки | 1981          | Л. В. Журавльова                                    | КрАО                 | MPC |
| 52384 Еленапанько        | О. Панько (н. 1958), астрономка з Миколаївського державного університету | 1993          | К. С. Шумейкер                                      | Паломар              | MPC |
| 57915 Магучіх            | Я. О. Магучіх (н. 2001), українська стрибунка у висоту, олімпійська чемпіонка, рекордсменка світу | 2002          | Каталінський огляд                                  | Обсерваторія Стюарда | MPC |
| 79472 Чорний             | Чорний Василь Григорович (1953), дослідник подвійних астероїдів з Харківської обсерваторії | 1998          | А. Теста, П. Кьявенна                               | Сормано              | MPC |
| 92389 Грецький           | А. М. Грецький, астроном, доцент Харківського університету | 2000          | П. Правец, П. Кушнірак                              | Ондржейов            | MPC |
| 114026 Емаланушенко      | Олена Маланушенко (нар. 1956), українсько-американська астрономка, учасниця Слоанівського цифрового огляду неба                                                                                                  | 2002          | SDSS                                                | Апачі-Пойнт          | MPC |
| 114027 Маланушенко       | В. П. Маланушенко (нар. 1955), українсько-американський астроном, учасник Слоанівського цифрового огляду неба | 2002          | SDSS                                                | Апачі-Пойнт          | MPC |
| 117240 Житомир           | Місто Житомир, місце народження Сергія Корольова | 2004          | —                                                   | ААО                  | MPC |
| 120405 Святилівка        | Село Святилівка | 2005          | О. Геращенко Ю. Іващенко                            | ААО                  | MPC |
| 133293 Андрушівка        | Місто Андрушівка, поблизу якого розташована Андрушівська астрономічна обсерваторія | 2003          | —                                                   | ААО                  | MPC |
| 155116 Верхівня          | Село Верхівня, де декілька років проживав Оноре де Бальзак | 2005          | —                                                   | ААО                  | MPC |
| 159011 Радомишль         | Місто Радомишль | 2004          | —                                                   | ААО                  | MPC |
| 159181 Бердичів          | Місто Бердичів | 2005          | —                                                   | ААО                  | MPC |
| 161962 Гальчин           | Село Гальчин, місце розташування Андрушівської астрономічної обсерваторії | 2007          | —                                                   | ААО                  | MPC |
| 175636 Звягель           | До 750-ї річниці заснування Звягеля, батьківщини Лесі Українки | 2007          | —                                                   | ААО                  | MPC |
| 177982 Попільня          | Попільнянський район, батьківщина М. Т. Рильського | 2006          | —                                                   | ААО                  | MPC |
| 181249 Ткаченко          | В. Ткаченко, директор Київського палацу спорту | 2005          | —                                                   | ААО                  | MPC |
| 185250 Коростишів        | Місто Коростишів | 2006          | —                                                   | ААО                  | MPC |
| 190026 Іскоростень       | Давня назва міста Коростень | 2004          | —                                                   | ААО                  | MPC |
| 199986 Червоне           | Селище Червоне (Андрушівський район) | 2007          | —                                                   | ААО                  | MPC |
| 202778 Дмитрія           | Д. Я. Яцків (1963—2004), фізик-лазерник, спостерігач київської супутникової лазерної станції | 2007          | —                                                   | ААО                  | MPC |
| 207585 Любар             | Селище Любар | 2006          | —                                                   | ААО                  | MPC |
| 207695 Ольгакопил        | О. А. Копил, директор Житомирського музею космонавтики | 2007          | —                                                   | ААО                  | MPC |
| 207899 Грінмалія         | Каменяр Євген Гринишин і фермер Сергій Малиновський, які допомогли будувати й ремонтувати Андрушівську обсерваторію                                                                                              | 2008          | —                                                   | ААО                  | MPC |
| 212465 Горошки           | Горошки, давня назва селища Хорошів | 2006          | —                                                   | ААО                  | MPC |
| 212723 Кличко            | Брати Клички — Віталій та Володимир, українські боксери | 2007          | —                                                   | ААО                  | MPC |
| 214487 Баранівка         | Місто Баранівка | 2005          | —                                                   | ААО                  | MPC |
| 216451 Ірша              | Річка Ірша, на якій стоїть місто Малин | 2009          | —                                                   | ААО                  | MPC |
| 216910 Внуков            | В. М. Внуков, кримський пілот, інженер, захисник кримської природи, допоміг налагодити співробітництво Андрушівської обсерваторії та КрАО                                                                        | 2009          | —                                                   | ААО                  | MPC |
| 217420 Олевськ           | Місто Олевськ | 2005          | —                                                   | ААО                  | MPC |
| 220418 Головино          | Селище Головине | 2003          | —                                                   | ААО                  | MPC |
| 221073 Овруч             | Місто Овруч | 2005          | —                                                   | ААО                  | MPC |
| 227326 Народичі          | Селище Народичі | 2005          | —                                                   | ААО                  | MPC |
| 239307 Кручиненко        | В. Г. Кручиненко (1934—2020), український дослідник метеорів та комет | 2007          | —                                                   | ААО                  | MPC |
| 240381 Ємільчине         | Селище Ємільчине | 2003          | —                                                   | ААО                  | MPC |
| 241192 Пулини            | Селище Пулини | 2007          | —                                                   | ААО                  | MPC |
| 241538 Чуднів            | Селище Чуднів | 2010          | —                                                   | ААО                  | MPC |
| 245890 Криниченька       | Андрушівський творчий колектив пісні і танцю «Криниченька» | 2006          | —                                                   | ААО                  | MPC |
| 246132 Лугини            | Селище Лугини | 2007          | —                                                   | ААО                  | MPC |
| 246164 Здвиженськ        | Колишня назва селища Брусилів | 2007          | —                                                   | ААО                  | MPC |
| 251001 Случ              | Річка Случ (басейн Дніпра), на берегах якої розташоване смт Миропіль | 2006          | —                                                   | ААО                  | MPC |
| 251018 Любірена          | Любов Гринишин та Ірена Малиновська — поетеси, що живуть поруч із обсерваторією, подруги астрономів, часто спостерігають разом з ними за зоряним небом                                                           | 2006          | —                                                   | ААО                  | MPC |
| 251449 Олексакороль      | О. К. Король (1913-1977), український астроном, співробітник ГАО | 2008          | —                                                   | ААО                  |     |
| 253536 Тимченко          | М. Т. Тимченко (1943-2013), вчитель фізкультури в Андрушівській гімназії | 2003          | —                                                   | ААО                  |     |
| 256697 Нагапетов         | Р. Нагапетов (нар. 1944), російський актор, уродженець П'ятихаток Дніпропетровської області | 2008          | Т. В. Крячко                                        | Зеленчукська         | MPC |
| 262418 Самофалов         | В. М. Самофалов (нар. 1963), композитор і соліст Національної філармонії України | 2006          | —                                                   | ААО                  |     |
| 269252 Богданступка      | Богдан Ступка, український актор і режисер | 2008          | —                                                   | ААО                  | MPC |
| 274333 Вознюкігор        | І. М. Вознюк (нар. 1964), оптик, випускник КНУ, чия ідея розподілення світла за допомогою оптичних волокон була втілена в Андрушівській обсерваторії                                                             | 2008          | —                                                   | ААО                  |     |
| 274334 Київпланій        | Київський планетарій | 2008          | —                                                   | ААО                  |     |
| 274843 Михайлопетренко   | М. М. Петренко (1817-1862), український поет | 2009          | —                                                   | ААО                  |     |
| 278609 Авруденко         | А. В. Руденко (нар. 1955), кардіохірург | 2008          | —                                                   | ААО                  |     |
| 281459 Кириленко         | Брати Дмитро (нар. 1985) і Петро (нар. 1987) Кириленки, спостерігачі в Андрушівській обсерваторії | 2008          | —                                                   | ААО                  |     |
| 290127 Лінакостенко      | Л. В. Костенко (нар. 1930), українська поетеса | 2005          | —                                                   | ААО                  |     |
| 293707 Говорадлоанатолій | А. В. Говорадло (1960), український поет і композитор, фізик за освітою | 2005          | —                                                   | ААО                  |     |
| 300932 Кислюк            | В. С. Кислюк (1940-2014), український астроном | 2008          | —                                                   | ААО                  |     |
| 315276 Юрійградовський   | Ю. Г. Градовський (нар. 1956), український композитор, вчитель історії за освітою, засновник і керівник ансамблю "Древляни" при Житомирській філармонії                                                          | 2007          | —                                                   | ААО                  |     |
| 316084 Миколапокропивний | М. П. Покропивний (нар. 1966), директор Житомирського коледжу культури і мистецтв | 2008          | —                                                   | ААО                  |     |
| 318794 Углія             | Український гуманітарний ліцей | 2005          | —                                                   | ААО                  | MPC |
| 332084 Васякульбеда      | В. Кульбеда (нар. 1954), інженер в ГАО | 2005          | —                                                   | ААО                  |     |